# Suaeda vera
Suaeda vera é uma espécie de planta com flor pertencente à família Chenopodiaceae. 
A autoridade científica da espécie é Forssk. ex J.F.Gmel, tendo sido publicada em Syst. 2: 503. 1791.

## Portugal
Trata-se de uma espécie presente no território português, nomeadamente em Portugal Continental e no Arquipélago da Madeira.
Em termos de naturalidade é nativa das duas regiões atrás indicadas.

## Protecção
Não se encontra protegida por legislação portuguesa ou da Comunidade Europeia.